# Aphis neospiraeae
Aphis neospiraeae är en insektsart. Aphis neospiraeae ingår i släktet Aphis och familjen långrörsbladlöss. Inga underarter finns listade i Catalogue of Life.